# コニー・パウエル
コニー・パウエル (Connie Powell、2000年7月13日 - ) は、イングランドの女子ラグビーユニオン選手。

## プロフィール
- イングランド・イプスウィッチ出身[1]。
- ポジションはフッカー(HO)。
- 身長 165cm、体重 88kg

## 略歴
2022年、ラグビーワールドカップ2021の女子イングランド代表に選ばれて、レッド・ローズ2大会連続準優勝に貢献。